# Scenkonst Sörmland
Scenkonst Sörmland, tidigare Sörmlands musik & teater är en kulturverksamhet inom film, musik, teater och dans i Sörmlands län. Scenkonst Sörmland har kontor i Eskilstuna och är organisatoriskt en del av Region Sörmland.  

## Verksamhet
Verksamheten finansieras av Region Sörmland, Sörmlands läns kommuner samt Statens Kulturråd. Scenkonst Sörmland ansvarar för utvecklingen av film och dans i länet. Sörmlands alla 36 000 barn mellan 5 och 15 år får varje år två föreställningar eller konserter förmedlade av Scenkonst Sörmland. 

## Historik
Hösten 2008 satte Scenkonst Sörmland upp musikalen Show Boat, för första gången uppsatt i Sverige med svarta sångare medverkande i kör och bland solisterna. Sångarna från Sydafrika ingick i ett samarbete med Cape Town Opera. 
Under 2010 bytte verksamheten namn till Scenkonst Sörmland från Sörmlands musik & teater.